# Medal „Za ofiarną pracę w Wielkiej Wojnie Ojczyźnianej 1941–1945”
Medal „Za ofiarną pracę w Wielkiej Wojnie Ojczyźnianej 1941–1945” (ros. Медаль «За доблестный труд в Великой Отечественной войне 1941–1945 гг.») – radzieckie odznaczenie państwowe.
Medal „Za dzielną pracę w Wielkiej Wojnie Ojczyźnianej 1941–1945” został ustanowiony dekretem Prezydium Rady Najwyższej ZSRR z 6 czerwca 1945 roku dla upamiętnienia odniesionego zwycięstwa nad Niemcami podczas wielkiej wojny ojczyźnianej. Opis medalu zmodyfikowano postanowieniem z 5 lutego 1951 roku.

## Zasady nadawania
Medal nadawano osobom pracującym na tyłach podczas wielkiej wojny ojczyźnianej.
Medal otrzymywali:
- robotnicy, personel inżyniersko-techniczny, kołchoźnicy, specjaliści uprawy roli, ludzie nauki, techniki, sztuki i literatury, działacze organizacji partyjnych i społecznych, którzy swoją dzielną i ofiarną pracą zapewnili zwycięstwo nad Niemcami. Wymagany był okres pracy co najmniej 1 rok, w okresie lipiec 1941 – maj 1945,
- inwalidzi, młodzież i kobiet zwolnionych od pracy z powodu sytuacji rodzinnej, wobec nich wymagany był okres pracy pół roku. Taki sam okres obowiązywał osoby, które przed 1941 roku przeszły na emeryturę i powróciły do pracy po wybuchu wojny.

W 1946 roku medalem została odznaczona także grupa duchownych prawosławnych, m.in. organizujących pomoc dla rodzin żołnierzy podczas wojny.
Łącznie Medalem Medal „Za ofiarną pracę w Wielkiej Wojnie Ojczyźnianej 1941–1945” nagrodzono około 16 096 750 osób (stan na 1995). Od 1951 zezwolono na zatrzymywanie medalu przez rodzinę w razie śmierci odznaczonego.

## Opis odznaki

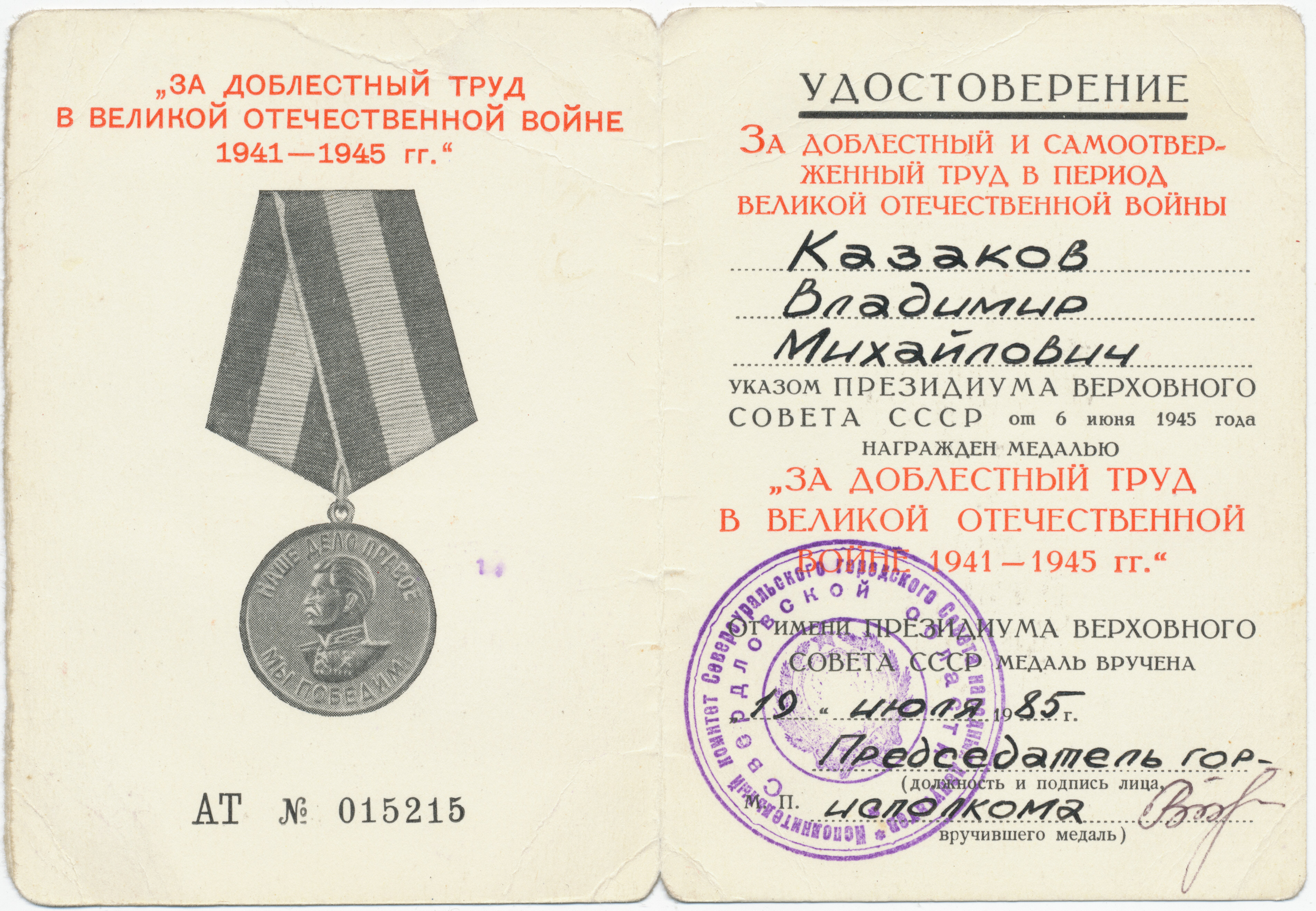
Legitymacja przyznania Medalu „Za ofiarną pracę w Wielkiej Wojnie Ojczyźnianej 1941–1945” Władimirowi Michajłowiczowi Kazakowowi

Odznakę Medalu „Za ofiarną pracę w Wielkiej Wojnie Ojczyźnianej 1941–1945” stanowi wykonany z miedzi krążek o średnicy 32 mm. Na awersie medalu znajduje się popiersie Józefa Stalina z lewego profilu w mundurze Marszałka Związku Radzieckiego. Na obwodzie znajduje się napis, w górnej części: НАШЕ ДЕЛО ПРАВОЕ (pol. „NASZA SPRAWA JEST SŁUSZNA”), w dolnej: МЫ ПОБЕДИЛИ (pol. „ZWYCIĘŻYLIŚMY”). Na rewersie umieszczony jest na obwodzie na górze napis ЗА ДОБЛЕСТНЫЙ ТРУД (pol. „ZA OFIARNĄ PRACĘ”), a w centrum medalu małe godło ZSRR – sierp i młot i napis w 4 wierszach: В ВЕЛИКОЙ / ОТЕЧЕСТВЕННОЙ / ВОЙНЕ / 1941–1945 гг. („w Wielkiej Wojnie Ojczyźnianej 1941–1945”), a na dole mała pięcioramienna gwiazda. Wszystkie elementy były wypukłe.
Awers jest taki sam, jak Medalu „Za zwycięstwo nad Niemcami w Wielkiej Wojnie Ojczyźnianej 1941–1945”, dla podkreślenia wagi wkładu osób pracujących na tyłach w zwycięstwo.
Medal zawieszony jest na metalowej pięciokątnej blaszce obciągniętej wstążką koloru czerwonego szerokości 24 mm z zielonym paskiem szerokości 7 mm pośrodku oraz dwoma wąskimi paskami koloru żółtego na obrzeżach.
Medal nosi się na lewej stronie piersi, w kolejności po Medalu „Za wyzwolenie Pragi”.